# Phấn tiên

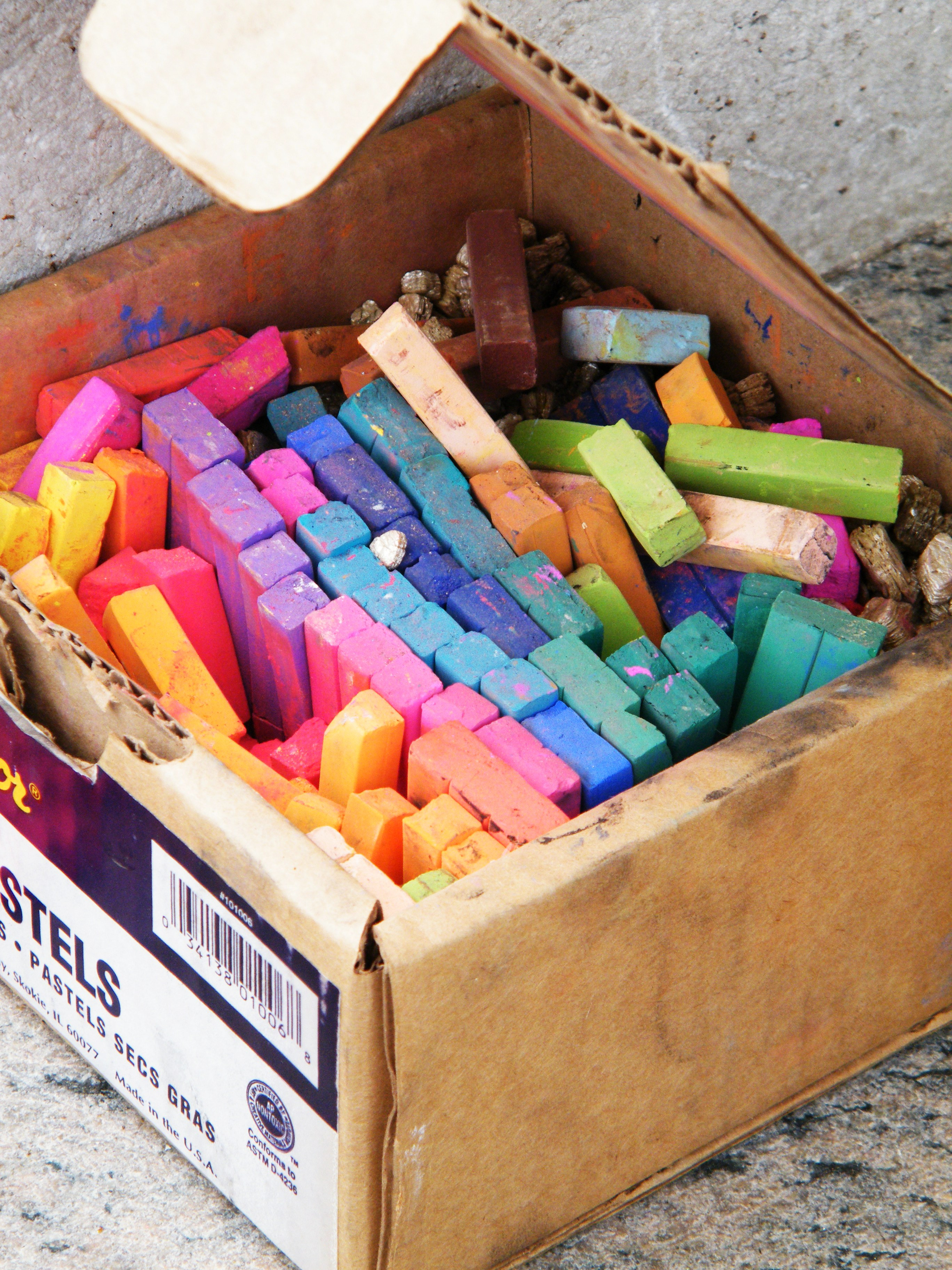
Một hộp phấn tiên đầy đủ màu sắc.

Phấn tiên là một loại phấn hình thỏi tạo bằng bột màu pha với một chất keo mà thành. Phẩm màu dùng làm phấn tiên cũng là phẩm tạo màu sắc trong các loại sơn dầu.
Phấn tiên được dùng trong hội họa từ thời Phục Hưng, đến thế kỷ 18 thì rất thịnh hành.